# Djiro
Pour les articles homonymes, voir Djibo.
Djiro ou Djibo est un village du Sénégal situé en Basse-Casamance. Il fait partie de la communauté rurale d'Oulampane, dans l'arrondissement de Sindian, le département de Bignona et la région de Ziguinchor.
Lors du dernier recensement (2002), la localité comptait 230 habitants et 32 ménages.